# Gamla begravningsplatsen, Kristianstad
Gamla begravningsplatsen i Kristianstad är begravningsplatsen i Kristianstad som började brukas 1840 och användes till 1880-talet. Genom en stor koleraepidemi 1857 blev kyrkogården belagd med koleragravar och den fick en kort användningstid, vilket gör att kyrkogården är en välbevarad gravplats från 1800-talet med kulturhistoriskt värde.
Kristianstad stad började 1831 förhandlingar med Kronan för att få förvärva Widellska Lyckan på söder för att användas som begravningsplats. 1833 medgav kungligt majt. detta under förutsättning att staden gav fästningen annan jord i utbyte. Något markbyte blev aldrig av. 1847 upphörde Kristianstad som fästning. K. M:t förordnade 1850, om överlåtelse av den mark som redan hade tagits i bruk som begravningsplats. Denna första del av begravningsplatsen invigdes den 27 september 1840.1843 införlivades ytterligare en del direkt söder om Skottenborg i begravningsplatsen. Ritningarna till den första etappen av begravningsplatsens utfördes av kapten Göran af Klercker. 1852 utvidgades begravningsplatsen mot nordost och har sedan dess inte utvidgats mer. De nya delarna lades ut på samma sätt som den ursprungliga delen med fyra långsträckta kvarter och smala remsor längs ytterkanterna. Begravningsplatsen ligger söder om Skottenborg, väster om Åhusjärnvägen, norr om södra kanalen och avgränsas i väster av bebyggelsen vid lastageplatsen. Gravplatsen planerades under 1843. Den nya gravplatsen överläts till Kristianstad stadsförsamling i april 1853. Begravningsplatsen fylldes snabbt med gravar efter en allvarlig koleraepidemi som härjade  Kristianstad 1857. Gravplatsen kunde därför inte användas för nya gravsättningar under många år.
Gamla begravningsplatsen har ett stort antal gravar med välkända personer i Kristianstadtrakten som, överstelöjtnant Axel Reinhold Aschling (1799-1857), regementsläkaren Lars A Boström (1808-1857) som  båda dog under koleraepidemin 1857. Major C. J. Bahér, major P. Lovén (1790-1847) och grosshandlaren C. J. F.  Ljunggren (1817-1880) som grundade Ljunggrens verkstad. På kyrkogården ligger också John Nun Milners maka Elisabet. Rötters inventering av gravstenar  har 179 gravstenar på gravplatsen registrerade.
Vid slutet av 1860-talet ansågs Gamla begravningsplatsen vara för liten och den kunde inte utvidgas. Förslag om en ny begravningsplats framlades och i början av 1880-talet invigdes den Östra begravningsplatsen varefter begravningar på den Gamla begravningsplatsen gjordes endast i undantagsfall. 
1985-1986 började delar av den gamla begravningsplatsen åter att tas i bruk då nya urngravar och en minneslund placerades i ett par av de äldre kvarteren. Villkoret var att endast liggande gravstenar fick användas. På gravplatsen tillät inga kistbegravningar på grund av markförhållanden. Det är inte klart på vilket djup de tidigare gravarna från den första tiden ligger på. År 2018 flyttades gravhällarna som ursprungligen låg i Trefaldighetskyrkans golv och sedan var placerade vid Heliga Trefaldighets kyrkans ytterväggar hit. De fick sina nya platser under tak. Beskrivning av gravhällarna finns på platsen.
En gravkarta daterad 25 april 1966 avbildar tio gravkvarter men kvarter II och III och  kvarter VII och VIII har lagts samman. Den nu försvunna gången kan konstateras genom spår av  gravvårdarnas orientering och bevarade träds placering samt en nedsänkning i den gräsbelagda ytan. Samtliga gravkvarter är gräsbesådda. Nordöstra hörnet av kvarter V har en gräsyta förstärkt med marksten för tjänstefordon och tyngre hjälpmedel. Gravkartan och den äldre plan gör klart att det aldrig var meningen att gravkvarterens inre delar skulle utläggas med gravplatser utan utgöra en centralt placerad gräsyta.
Begravningsplatsens huvudgång går från grinden i norr och i rakt nord-sydlig riktning. Övriga gångar ansluter till denna gång i en rutnätsplan. Gravkvarteren skiljs från varandra av gångar. Gångarna är sand- eller grusbelagda. I kvarter IX utlades under 1980-talet en minneslund med minnesplats omgärdad av idegranshäckar. Där finns också de nya urngravplatser där endast liggande gravvårdar tillåts.
Gamla begravningsplatsen är parkliknande kyrkogård med stora kulturhistoriska värden. Begravningsplatsen representerar de symmetriska begravningsplatser som anlades utanför de svenska stadskärnorna under 1800-talets första hälft. Begravningsplatsen korta tid i bruk om man bortser  från de nya urngravskvarteren från 1987, gör att platsen är ett välbevarat tidsdokument över Kristianstads 1800-tals historia.